# Miguel Emilio Luna y Peralta
Miguel Emilio Luna y Peralta (Cuzco, 8 de mayo de 1852 - Huamachuco, 10 de julio de 1883) fue un abogado y militar peruano, héroe de la Guerra del Pacífico. Luchó en la resistencia de la sierra o Campaña de la Breña y fue fusilado por los chilenos tras la batalla de Huamachuco.

## Biografía
Fue hijo de Federico Luna Aranibar y Ruperta Peralta. Su hermano, Federico Luna y Peralta, fue un empresario y político. Trasladado a Arequipa, estudió en el Seminario de San Jerónimo y en el Colegio de San Agustín. Pasó a Lima, donde culminó sus estudios secundarios en el Colegio Nuestra Señora de Guadalupe (1869-1870). Inició sus estudios superiores en la Universidad Mayor de San Marcos, cursando Jurisprudencia, pero los suspendió para ejercer como secretario de la prefectura de Arequipa (1873-1875).
De retorno en Lima, al iniciarse el segundo gobierno constitucional del general Mariano Ignacio Prado, pasó a ser secretario del ministro de Hacienda, José Araníbar (1876-1877). 
En 1879, al verse aquejado por una enfermedad pulmonar, se trasladó a Jauja, en la sierra central peruana, siguiendo la costumbre de entonces de convalecer en regiones de altura. Allí lo encontró Nicolás de Piérola, quien sin ninguna consideración lo hizo apresar y lo sometió a un Consejo de Guerra, pero fue hábilmente defendido por Manuel María del Valle. 
Elegido teniente alcalde de Jauja en 1881, ejercía interinamente la alcaldía, cuando el general Andrés A. Cáceres inició la organización de la resistencia contra el invasor chileno. Luna se encargó de la creación de un cuerpo de voluntarios, que fue bautizado como el Batallón Jauja N.º 9, y cuyo mandó asumió con el grado de coronel. Participó desde entonces a lo largo de la Campaña de la Resistencia en la Sierra, conocida como La Breña.
Cuando el llamado Ejército del Centro al mando de Cáceres marchó al norte, Luna y su Batallón integraron la III División, que estaba al mando del coronel Máximo Tafur. Cuando las fuerzas peruanas se encontraron con las fuerzas chilenas bajo el mando de Alejandro Gorostiaga en Huamachuco, Luna fue el primero en aconsejar el ataque, durante el Consejo de Guerra realizado en víspera de la batalla. Se libró entonces la Batalla de Huamachuco, el 10 de julio de 1883, en la que los peruanos estuvieron a punto de ganar, pero la falta de municiones inclinó la balanza a favor de los chilenos. Luna resultó herido y fue tomado prisionero. Los chilenos, que no consideraban como ejército regular a los combatientes peruanos de la Breña, sino como montoneros, fusilaron inmediatamente a todos los oficiales prisioneros, entre ellos Luna. Este, con gran entereza, insistió ante Gorostiaga en su rango de coronel dentro de un ejército regular señalando que debía ser fusilado en la plaza del pueblo y con todos los honores de la guerra, se negó a ser vendado y murió dando un estentóreo viva al Perú.
El capitán chileno Alejandro Binimelis narra como fue muerto el coronel Luna en compañía de otro oficial prisionero:

A una señal del coronel, se desprenden dos soldados del Cazadores montados y reciben orden de matarlos; avanzan donde se encuentran, los toman por la espalda y los sacan hacia un zanjón que estaba cerca, les dan un caballazo y al caer de bruces les disparan sus carabinas, matándolos después de varios tiros.

Refiriéndose  a este episodio, Cáceres, en sus Memorias, dijo muchos años después:

La conducta del mando chileno ordenando fusilar a los Jefes y Oficiales de Ejército de la Resistencia, que tuvieron la desgracia de caer prisioneros (la mayor de ellos heridos), no tiene excusa alguna, ni puede tenerla semejante infamia. Aún persiste en mi memoria el luctuoso recuerdo de tan ignominioso crimen.

Los restos de Miguel Emilio Luna reposan actualmente en la Cripta de los Héroes del Cementerio Presbítero Maestro, frente a los de Cáceres.